# Mysateles prehensilis gundlachi
Mysateles prehensilis gundlachi är en underart till Mysateles prehensilis som först beskrevs av Chapman 1901.  Mysateles prehensilis gundlachi ingår i släktet Mysateles och familjen bäverråttor. Underarten listas inte av IUCN.